# Kabu Baroh
Kabu Baroh is een bestuurslaag in het regentschap Nagan Raya van de provincie Atjeh, Indonesië. Kabu Baroh telt 259 inwoners (volkstelling 2010).